# László Trócsányi
László Trócsányi (* 6. března 1956 Budapešť) je maďarský diplomat, právník, univerzitní profesor, bývalý soudce ústavního soudu a velvyslanec Maďarska v Bruselu a Paříži. V letech 2014 až 2019 zastával post ministra spravedlnosti ve třetí a čtvrté vládě Viktora Orbána. V červenci 2019 se stal poslancem Evropského parlamentu zvoleným jako nezávislý za stranu Fidesz – Maďarská občanská unie a zasedajícím nejprve v řadách frakce Evropské lidové strany (EPP), od roku 2021 v parlamentní politické skupině Nezařazených (NI).

## Biografie
Narodil se v revolučním roce 1956 v Budapešti v tehdejší Maďarské lidové republice. Roku 1975 započal studium práv na Právnické fakultě na József Attila Tudományegyetem (dnes Szegedi Tudományegyetem) v Szegedu, ale v roce 1977 přestoupil na Fakultu státních a právních věd na Univerzitě Loránda Eötvöse (ELTE) v Budapešti, kde získal v roce 1980 právnický diplom. Poté začal pracovat v Knihovně maďarského parlamentu (Országgyűlési Könyvtár), v roce 1981 se stal pracovníkem Maďarské akademie věd (MTA) a působil v Institutu státní a právní vědy. Roku 1987 byl jmenován adjunktem na katedře ústavního práva na Univerzitě v Szegedu. V roce 1991 založil svou vlastní právnickou kancelář. Roku 1992 byl jmenován univerzitním docentem a v roce 2000 univerzitním profesorem.
Od roku 2000 do 2004 zastával post velvyslance Maďarska v belgickém Bruselu, v letech 2000 až 2003 i s rozšířenou působností pro Lucembursko. V letech 2005 až 2013 byl členem Benátské komise. V únoru 2007 byl Zemským sněmem zvolen členem maďarského Ústavního soudu (Alkotmánybíróság), a tento post vykonával až do jmenování velvyslancem Maďarska v Paříži v říjnu 2010.
Dne 6. června 2014 byl jmenován do úřadu ministra spravedlnosti ve třetí vládě Viktora Orbána (2014–2018). V souvislosti s úspěchem v parlamentních volbách 2018 byl jako ministr dne 18. května 2018 znovu pověřen a setrvává ve funkci i ve čtvrté vládě Viktora Orbána (2018–2022).
Ve volbách do Evropského parlamentu 2019 kandidoval na 1. místě společné kandidátní listiny vládní koalice Fidesz–KNDP a byl zvolen poslancem EP.
V srpnu 2021 byl navržen jako jeden z uvažovaných kandidátů vládní koalice Fidesz–KNDP na post prezidenta ve volbách 2022, ve kterých byla nakonec zvolena Katalin Nováková. 

## Soukromý život
Hovoří anglicky, francouzsky a maďarsky.
Je ženatý, s manželkou Krisztinou Doór mají tři děti: dcera Dorottya (* 1984), syn Gábor (* 1994) a dcera Hanna (* 1997).

## Dílo
Je autorem více než 130 odborných článků a publikací, které vydává v maďarštině, angličtině, francouzštině a němčině.
- Alkotmányozás és rendszerváltozás Közép- és Kelet-Európában (1995)
- La justice constitutionnelle en Hongrie (1997)
- Les opinions dissidentes (2000)
- A parlamenti jog forrásai (2000)
- Az összehasonlító alkotmányjog alapkérdései és korunk jogrendszerei. Összehasonlító alkotmányjog (2006)
- Nemzeti szuverenitás és európai integráció (2008)
- Az alkotmányozás dilemmái. Alkotmányos identitás és európai integráció; HVG-ORAC, Bp., 2014
- The dilemmas of drafting the Hungarian fundamental law. Constitutional identity and European integration; Schenk, Passau, 2016
- Párizsi Napló - avagy, ami a nagyköveti jelentésekből kimaradt... 2010. július - 2014. június; Századvég Kiadó, Budapest, 2018

## Ocenění
- Řád akademických palem (1996)
- Ordre de Léopold II. (2002)
- Pro Universitate (SZTE, 2005)
- Eötvös Károly díj (Budapesti Ügyvédi Kamara, 2005)[1]
- Čestné občanství župy Csongrád (2018)